# Briefmarken-Jahrgang 2001 der Bundesrepublik Deutschland
Der Briefmarken-Jahrgang 2001 der Bundesrepublik Deutschland wurde vom Bundesministerium der Finanzen ausgegeben. Die Deutsche Post AG war für den Vertrieb und Verkauf zuständig. Der Jahrgang umfasste 50 einzelne Sondermarken, vier Blockausgaben mit neun Einzelmarken, drei selbstklebende Marken aus Markenheftchen und 10 Dauermarken der Serie Sehenswürdigkeiten sowie zwei der Frauen der deutschen Geschichte.
Der Jahrgang ist der erste und einzige, der komplett als Doppelnominale Pfennig und Euro herausgegeben wurde.
Sechs Marken wurden vor der Erstausgabe zurückgezogen und nicht herausgegeben. Bis auf wenige Exemplare wurden alle Marken vernichtet. Dazu gehören vier Ausgaben der Serie für den Sport, deren Farbe sich von der verausgabten Variante unterscheidet, sowie zwei Wohlfahrtsmarken, die aufgrund nicht erhaltener Veröffentlichungs- und Verwertungsrechte zurückgezogen wurden. Die bekannteste ist die Wohlfahrtsmarke Audrey Hepburn.

## Liste der Ausgaben und Motive
Legende
- Bild: Eine bearbeitete Abbildung der genannten Marke. Das Verhältnis der Größe der Briefmarken zueinander ist in diesem Artikel annähernd maßstabsgerecht dargestellt. Sollten keine Marken abgebildet sein, liegt es daran, dass das Urheberrecht des Künstlers noch nicht erloschen ist.
- Beschreibung: Eine Kurzbeschreibung des Motivs und/oder des Ausgabegrundes. Bei ausgegebenen Serien oder Blocks werden die zusammengehörigen Beschreibungen mit einer Markierung versehen eingerückt.
- Wert: Der Frankaturwert der einzelnen Marke in Pfennig. Ein „+“ bedeutet, dass es sich um eine Zuschlagsmarke handelt (= Frankaturwert + Spende).
- Ausgabedatum: Das Datum des erstmaligen Verkaufs dieser Briefmarke.
- Auflage: Soweit bekannt, wird hier die zum Verkauf angebotene Anzahl dieser Ausgabe angegeben.
- Entwurf: Soweit bekannt, wird hier angegeben, von wem der Entwurf dieser Marke stammt.
- Mi.-Nr.: Diese Briefmarke wird im Michel-Katalog unter der entsprechenden Nummer gelistet.

| Sondermarken | |                        |                       |             |                               |                  |
| Bild         | Beschreibung                                                                                       | Werte in Pfennig/Euro  | Ausgabe- datum (2001) | Auflage     | Entwurf                       | Mi.-Nr.          |
|              | Dienst am Nächsten – VdK                                                                           | 110 0,56 €             | 11. Januar            | 23.000.000  | Corinna Rogger                | 2160             |
|              | 500. Geburtstag Leonhart Fuchs                                                                     | 100 0,51 €             | 11. Januar            | 25.000.000  | Peter Nitzsche                | 2161             |
|              | 300. Jahrestag der Gründung des Königreichs Preußen                                                | 110 0,56 €             | 11. Januar            | 30.000.000  | Gerd Aretz, Oliver Aretz      | 2162             |
|              | 200. Geburtstag von Albert Lortzing                                                                | 110 0,56 €             | 11. Januar            | 25.000.000  | Hans Günter Schmitz           | 2163             |
|              | Bundesarbeitsgemeinschaft Kinder- und Jugendtelefon                                                | 110 0,56 €             | 11. Januar            | 23.000.000  | Andrea Acker                  | 2164             |
|              | Serie: Für den Sport – Sport für alle - Schulsport                                                 | 100+50 0,51 + 0,26 €   | 8. Februar            | 2.190.000   | Fritz-Dieter Rothacker        | 2165             |
|              | - Behindertensport                                                                                 | 110+50 0,56 + 0,26 €   | 8. Februar            | 2.220.000   | Fritz-Dieter Rothacker        | 2166             |
|              | - Breitensport                                                                                     | 110+50 0,56 + 0,26 €   | 8. Februar            | 2.220.000   | Fritz-Dieter Rothacker        | 2167             |
|              | - Seniorensport                                                                                    | 300+100 1,53 + 0,51 €  | 8. Februar            | 2.160.000   | Fritz-Dieter Rothacker        | 2168             |
|              | 450. Todestag von Martin Bucer                                                                     | 110 0,56 €             | 8. Februar            | 23.500.000  | Peter Steiner, Regina Steiner | 2169             |
|              | 250. Geburtstag von Johann Heinrich Voß                                                            | 300 1,53 €             | 8. Februar            | 20.000.000  | Hilmar Zill                   | 2170             |
|              | Serie: Für die Briefmarke - 100 Jahre Wuppertaler Schwebebahn                                      | 110 + 50 0,56 + 0,26 € | 8. März               | 4.030.000   | Hans Günter Schmitz           | 2171             |
|              | Serie: Landesparlamente in Deutschland - Sächsischer Landtag (Dresden)                             | 110 0,56 €             | 8. März               | 27.000.000  | Gerd Aretz, Oliver Aretz      | 2172             |
|              | 100. Geburtstag von Karl Arnold                                                                    | 110 0,56 €             | 8. März               | 23.100.000  | Ursula Maria Kahrl            | 2173             |
|              | 100. Geburtstag von Erich Ollenhauer                                                               | 110 0,56 €             | 8. März               | 22.600.000  | Jung und Pfeffer              | 2174             |
|              | 50 Jahre Bundesgrenzschutz                                                                         | 110 0,56 €             | 8. März               | 30.000.000  | Corinna Rogger                | 2175             |
|              | Serie: Brücken - Eisenbahnhochbrücke Rendsburg                                                     | 100 0,51 €             | 5. April              | 21.000.000  | Jochen Bertholdt              | 2178             |
|              | Serie: Post!                                                                                       | 110 0,56 €             | 5. April              | 23.000.000  | Günter Gamroth                | 2179             |
|              | Volksmusik                                                                                         | 110 0,56 €             | 5. April              | 29.300.000  | Ernst und Lorli Jünger        | 2180             |
|              | 50. Jahrestag der Neugründung des Goethe-Instituts zur Pflege der deutschen Sprache e. V.          | 300 1,53 €             | 5. April              | 23.000.000  | Irmgard Hesse                 | 2181             |
|              | Serie: Bedrohte Tierarten - Berggorilla                                                            | 110 0,56 €             | 10. Mai               | 30.000.000  | Günter Jacki                  | 2182             |
|              | - Indisches Panzernashorn                                                                          | 110 0,56 €             | 10. Mai               | 30.000.000  | Günter Jacki                  | 2183             |
|              | Serie: Landesparlamente in Deutschland - Landtag von Sachsen-Anhalt (Magdeburg)                    | 110 0,56 €             | 10. Mai               | 27.000.000  | Gerd Aretz, Oliver Aretz      | 2184             |
|              | Serie: Europa - Lebensspender Wasser                                                               | 110 0,56 €             | 10. Mai               | 30.000.000  | Hans Günter Schmitz           | 2185             |
|              | 100. Geburtstag von Werner Egk                                                                     | 110 0,56 €             | 10. Mai               | 19.000.000  | Fritz Haase, Sibylle Haase    | 2186             |
|              | Serie: Für die Jugend – Figuren aus Kinder- und Jugendbüchern - Pinocchio                          | 100+50 0,51+0,26 €     | 13. Juni              | 2.114.000   | Gerd Aretz, Oliver Aretz      | 2190             |
|              | - Pippi Langstrumpf                                                                                | 100+50 0,51+0,26 €     | 13. Juni              | 2.155.000   | Gerd Aretz, Oliver Aretz      | 2191             |
|              | - Heidi                                                                                            | 110+50 0,56+0,26 €     | 13. Juni              | 2.120.000   | Gerd Aretz, Oliver Aretz      | 2192             |
|              | - Jim Knopf und Lukas der Lokomotivführer                                                          | 110+50 0,56+0,26 €     | 13. Juni              | 2.210.000   | Gerd Aretz, Oliver Aretz      | 2193             |
|              | - Tom Sawyer und Huckleberry Finn                                                                  | 300+100 1,53+0,51 €    | 13. Juni              | 2.064.000   | Gerd Aretz, Oliver Aretz      | 2194             |
|              | 750 Jahre Katharinenkloster und 50 Jahre Deutsches Meeresmuseum Stralsund                          | 110 0,56 €             | 13. Juni              | 30.150.000  | Werner Hans Schmidt           | 2195             |
|              | 250 Jahre Katholische Hofkirche zu Dresden                                                         | 110 0,56 €             | 13. Juni              | 49.900.000  | Werner Hans Schmidt           | 2196             |
|              | Serie: Landesparlamente in Deutschland - Landtag Schleswig-Holstein (Kiel)                         | 110 0,56 €             | 12. Juli              | 27.000.000  | Gerd Aretz, Oliver Aretz      | 2198             |
|              | Bewahrung kirchlicher Baudenkmäler – Glockenturm der Dorfkirche von Canzow                         | 110 0,56 €             | 12. Juli              | 52.000.000  | Marie-Helen Geißelbrecht      | 2199             |
|              | Briefmarkenblock – Für die Gesundheit - Herz-Kreislauf-Krankheiten                                 | 110 0,56 €             | 12. Juli              | 7.284.000   | Hans Günter Schmitz           | Block 54 2200    |
|              | - Krebserkrankungen                                                                                | 110 0,56 €             | 12. Juli              | 7.284.000   | Hans Günter Schmitz           | 2201             |
|              | - Infektionskrankheiten                                                                            | 110 0,56 €             | 12. Juli              | 7.284.000   | Hans Günter Schmitz           | 2202             |
|              | - Depressionen                                                                                     | 110 0,56 €             | 12. Juli              | 7.284.000   | Hans Günter Schmitz           | 2203             |
|              | Serie: Bedrohte Tierarten - Berggorilla - Indisches Panzernashorn selbstklebend aus Markenheftchen | je 110 0,56 €          | 12. Juli              | 29.692.500  | Günter Jacki                  | 2204, 2205 MH 44 |
|              | Brauchtum und Tradition – Drachenstich in Furth im Wald                                            | 100 0,51 €             | 9. August             | 100.000.000 | Detlef Glinski                | 2207             |
|              | Serie: Naturdenkmäler in Deutschland - Linde zu Himmelsberg                                        | 110 0,56 €             | 9. August             | 50.000.000  | Fritz Lüdtke                  | 2208             |
|              | Lebenslanges Lernen                                                                                | 110 0,56 €             | 9. August             | 49.900.000  | Sibylle und Fritz Haase       | 2209             |
|              | Briefmarkenblock – Für uns Kinder - Kinder und Tiere                                               | 110 0,56 €             | 5. September          | 7.000.000   | Peter Steiner, Regina Steiner | Block 55 2212    |
|              | Serie: Landesparlamente in Deutschland - Thüringer Landtag (Erfurt)                                | 110 0,56 €             | 5. September          | 27.000.000  | Gerd Aretz, Oliver Aretz      | 2213             |
|              | 50 Jahre Bundesverfassungsgericht (Karlsruhe)                                                      | 110 0,56 €             | 5. September          | 30.000.000  | Fritz Lüdtke                  | 2214             |
|              | 1. Weltkongress der Gewerkschaftsunion Union Network International (UNI) in Berlin                 | 110 0,56 €             | 5. September          | 32.490.000  | Lutz Menze                    | 2215             |
|              | Eröffnung des Jüdischen Museums, Berlin                                                            | 110 0,56 €             | 5. September          | 28.300.000  | Hans Günter Schmitz           | 2216             |
|              | Serie: Naturdenkmäler in Deutschland - Linde zu Himmelsberg selbstklebend aus Markenheftchen       | 110 0,56 €             | 13. September         | 107.518.000 | Fritz Lüdtke                  | 2217 MH 45       |
|              | Serie: Für die Wohlfahrt – Internationale Filmschauspieler - Charlie Chaplin                       | 100+50 0,51+0,26 €     | 11. Oktober           | 4.960.000   | Antonia Graschberger          | MH 46 2218       |
|              | - Marilyn Monroe                                                                                   | 100+50 0,51+0,26 €     | 11. Oktober           | 4.850.000   | Antonia Graschberger          | 2219             |
|              | - Filmrolle                                                                                        | 110+50 0,56+0,26 €     | 11. Oktober           | 15.210.000  | Antonia Graschberger          | 2220             |
|              | - Greta Garbo                                                                                      | 110+50 0,56+0,26 €     | 11. Oktober           | 13.490.000  | Antonia Graschberger          | 2221             |
|              | - Jean Gabin                                                                                       | 300+100 1,53+0,51 €    | 11. Oktober           | 7.130.000   | Antonia Graschberger          | 2222             |
|              | Grußmarke: Für Dich                                                                                | 110 0,56 €             | 11. Oktober           | 53.930.000  | Jung und Pfeffer              | 2223             |
|              | Briefmarkenblock – Plusmarken-Serie: Weihnachten - Jungfrau mit Kind von Alfredo Roldán            | 100+50 0,51+0,26 €     | 8. November           | 5.920.000   | José Luis Lopez Villalba      | Block 56 2226    |
|              | - Anbetung der Hirten von Jusepe de Ribera Gemeinschaftsausgabe mit Spanien                        | 110+50 0,56+0,26 €     | 8. November           | 8.260.000   | José Luis Lopez Villalba      | 2227             |
|              | 100. Geburtstag von Werner Heisenberg                                                              | 300 1,53 €             | 8. November           | 27.770.000  | Ingo Wulff                    | 2228             |
|              | Briefmarkenblock – 100 Jahre deutsche Antarktisforschung - Polarforschungsschiff Gauß              | 110 0,56 €             | 8. November           | 6.000.000   | Ernst Kößlinger               | Block 57 2229    |
|              | - Versorgungsschiff Polarstern                                                                     | 220 1,12 €             | 8. November           | 6.000.000   | Ernst Kößlinger               | 2230             |
| Dauermarken  | |                        |                       |             |                               |                  |
| Bild         | Beschreibung                                                                                       | Werte in Pfennig/Euro  | Ausgabe- datum (2001) | Auflage     | Entwurf                       | Mi.-Nr.          |
|              | Dauermarkenserie: Sehenswürdigkeiten - Rathaus Wernigerode selbstklebend aus Markenheftchen        | 10 0,05 €              | 25. Mai               | 9.545.000   | Sibylle und Fritz Haase       | 2187 MH 43       |
|              | - Böttcherstraße Bremen                                                                            | 20 0,10 €              | 8. November           | 166.110.000 | Sibylle und Fritz Haase       | 2224             |
|              | - Bergpark Wilhelmshöhe Kassel                                                                     | 47 0,24 €              | 5. April              | 212.830.000 | Sibylle und Fritz Haase       | 2176             |
|              | - Kassettendecke im Zedernsaal des Fuggerschlosses Kirchheim                                       | 50 0,26 €              | 5. September          | 116.587.000 | Sibylle und Fritz Haase       | 2210             |
|              | - Kirche St. Reinoldi Dortmund                                                                     | 80 0,41 €              | 5. April              | 65.823.000  | Sibylle und Fritz Haase       | 2177             |
|              | - Schloss Schwerin                                                                                 | 100 0,51 €             | 11. Januar            | 230.583.000 | Sibylle und Fritz Haase       | 2156             |
|              | - Schloss Schwerin selbstklebend aus Markenheftchen                                                | 100 0,51 €             | 25. Mai               | 9.545.000   | Sibylle und Fritz Haase       | 2188 MH 43       |
|              | - Steinerne Brücke Regensburg selbstklebend aus Markenheftchen                                     | 110 0,56 €             | 25. Mai               | 38.100.000  | Sibylle und Fritz Haase       | 2189 MH 43       |
|              | - Dom St. Nikolai Greifswald                                                                       | 220 1,12 €             | 11. Januar            | 64.650.000  | Sibylle und Fritz Haase       | 2157             |
|              | - Wartburg bei Eisenach                                                                            | 400 2,05 €             | 5. September          | 88.740.000  | Sibylle und Fritz Haase       | 2211             |
|              | - Kölner Dom                                                                                       | 440 2,25 €             | 9. August             | 61.832.000  | Sibylle und Fritz Haase       | 2206             |
|              | - Heidelberger Schloss                                                                             | 510 2,61 €             | 8. November           | 56.508.000  | Sibylle und Fritz Haase       | 2225             |
|              | - Rathaus Hildesheim                                                                               | 720 3,68 €             | 2. Juli               | 96.683.000  | Sibylle und Fritz Haase       | 2197             |
|              | Dauermarkenserie: Frauen der deutschen Geschichte - Marieluise Fleißer                             | 220 1,12 €             | 11. Januar            | 113.411.000 | Gerd Aretz, Oliver Aretz      | 2158             |
|              | - Nelly Sachs                                                                                      | 300 1,53 €             | 11. Januar            | 233.685.000 | Gerd Aretz, Oliver Aretz      | 2159             |

### Blockausgaben
Die beiden Weihnachtsbriefmarken erschienen als Gemeinschaftsausgabe mit Spanien auch als Block (deutsche Blocknummer 56, spanische Blocknummer 102) und kostete 4,45 DM oder 2,28 Euro (Deutsche Briefmarken: 100+50 Pfennig = 0,51+0,26 Euro und 110+50 Pfennig = 0,56+0,26 Euro; Spanische Briefmarken: 75 Peseten = 0,45 Euro und 40 Peseten = 0,24 Euro). Die spanischen Marken sind in Deutschland nicht frankaturgültig. Der Block wurde nur von den Versandstellen und von sogenannten stationären Philatelieschaltern verkauft.
Besonderheit für den Block 56I normales Papier [0,08 mm] weiße Fluoreszenz, Block 56II dickes Papier [0,1 mm] gelbe Fluoreszenz.

## Portokosten 2001
Portokosten (Auswahl) für den Versand innerhalb Deutschlands in D-Mark. Die zusätzliche Euro Angabe auf den Postwertzeichen war vorgreifend für das Jahr 2002.
- 100 Pfg. / 0,51 € – Postkarte
- 110 Pfg. / 0,56 € – Standardbrief (bis 20 g)
- 220 Pfg. / 1,12 € – Kompaktbrief (bis 50 g)
- 300 Pfg. / 1,53 € – Großbrief (bis 500 g)
- 440 Pfg. / 2,25 € – Maxibrief (bis 1000 g)
- 740 Pfg. / 3,78 € – Maxibrief Überformat
- 80 Pfg. / 0,41 € – Infobrief Standard (ab 50 Stück)
- 720 Pfg. / 3,68 € – Päckchen (bis 2 kg)